# Santuario de Queralt

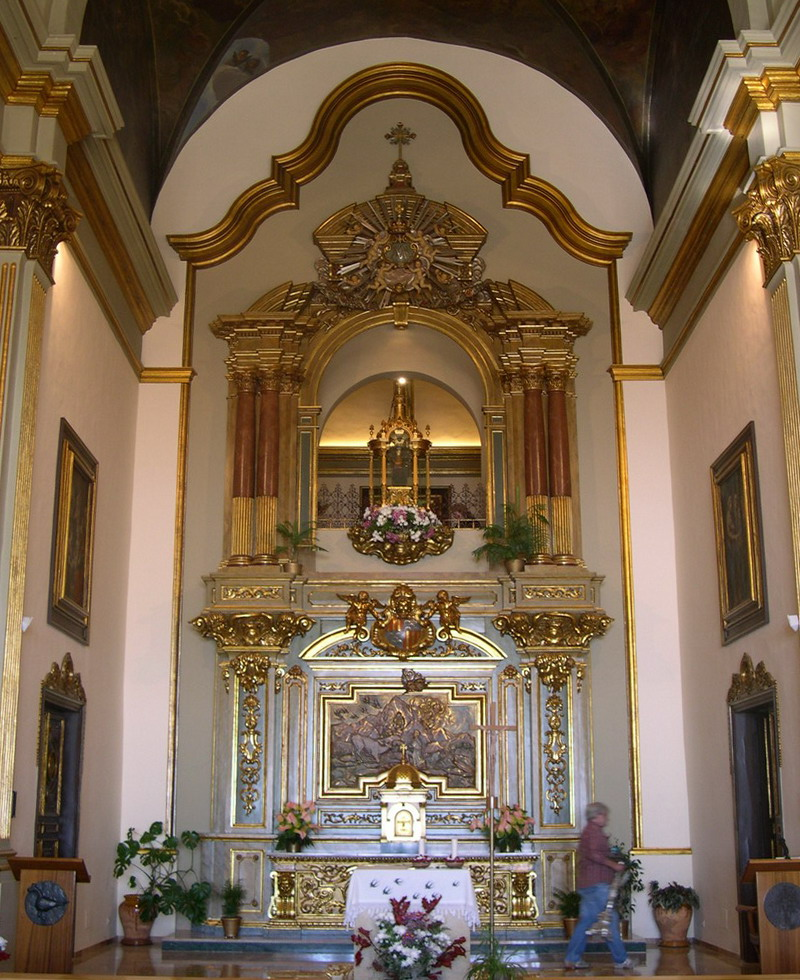
Interior del Santuario de Queralt

El santuario de Queralt, también llamado de Santa María de Queralt o de la Virgen de Queralt, se encuentra al noroeste de la ciudad de Berga, Cataluña, dentro del antiguo término del municipio de Valldán.

## Situación
El santuario está situado en la ladera oriental del castillo de Berguedá, cima de la sierra de Queralt, a una altura de 1200 metros. El lugar donde hoy se levanta el santuario corresponde, según parece, al espacio que habría ocupado el castillo del trobador berguedá Guillem de Bergadá.

## Conjunto del santuario de Queralt
El conjunto de Queralt lo integran el santuario donde se venera la imagen de la Virgen de Queralt y un edificio anexo que acogió en su momento la hospedería del santuario, donde hoy está el restaurante y la estación del funicular a donde se accede desde los aparcamientos. Se considera igualmente parte del santuario la iglesia de La Cueva, donde, según la leyenda, un pastor de Vilaformiu encontró la imagen de la Virgen el siglo XIV.

## Historia

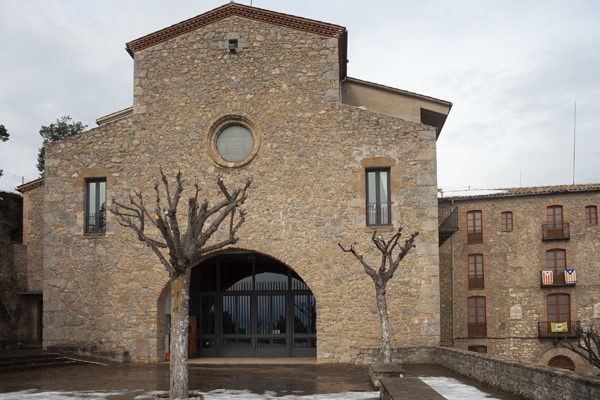
Santuario de Queralt: fachada renacentista

El primitivo santuario fue construido en 1386 por el mercader berguedà Francesc Garreta y estuvo a cargo de dados y ermitaños, bajo la responsabilidad del rector de Madrona o de un sacerdote custodio. La actual iglesia es un edificio construido en el siglo XVIII, de estilo renacentista, y se compone de una nave central con dos laterales, que sobre planos de José Arnau de Barcelona, la obra fue dirigida por Francisco Morató y José Julián. Seriamente dañada en la Guerra Civil, a fines de la década de los años 50 y siguientes del siglo XX, se realizaron trabajos de restauración. La portada que da acceso al templo data de 1966, obra del arquitecto Josep A. Coderch. En los años setenta se acabó el campanario, de torre circular, que se levanta independiente al lado de la iglesia. En los años 90 se acomete una restauración definitiva del interior de la iglesia y el camarín bajo la dirección del arquitecto berguedà Lluís Boixader, que le confirió el actual aspecto. También forma parte del santuario el edificio anexo a la iglesia, de nueva planta y destinado a refugio, debajo mismo del campanario. 
Originariamente, en el santuario hubo un monumental retablo barroco realizado por Pere Costa Casas, que fue destruido el 1936. El actual retablo data del 1958 y es obra del arquitecto Ramon Masferrer. Sobre la sacristía se encuentra el camarín de la Virgen, un ejemplar gótico que conserva rasgos románicos muy marcados. Se trata de una talla de madera de unos cincuenta centímetros de altura que representa a la Virgen sentada. Con la mano izquierda coge a su hijo situado derecho sobre la rodilla que sostiene un libro con la mano izquierda mientras bendice con la derecha. Con la mano derecha sostiene una  golondrina, animal que se ha convertido en el símbolo de Queralt. El pie izquierdo de la Virgen pisa una comadreja. En 1916 la Virgen de Queralt fue coronada canónicamente.
El santuario es un centro de gran devoción comarcal.